# Florence Woerth
Pour les articles homonymes, voir Woerth.
Florence Woerth, née Florence Henry le 16 août 1956, est une analyste financière française, spécialisée dans la gestion de fortune d'abord chez Rothschild puis chez Clymène et un des protagonistes de l'affaire Woerth-Bettencourt. Elle est par ailleurs l'épouse de l'homme politique Éric Woerth. En juin 2010, elle devient membre du conseil de surveillance d'Hermès (pour trois ans).

## Famille
Florence Woerth est la fille de François Henry, chirurgien à la retraite résident dans le Loiret. Elle est l’épouse d'Éric Woerth avec qui elle a deux enfants.
Elle est diplômée d’HEC (1981).

## Activités professionnelles
Depuis 1981, Florence Woerth a exercé le métier d'analyste financière, puis s'est progressivement orientée vers le poste de gestionnaire de portefeuille. Elle a travaillé en premier chez Nouhailetas (agent de change) et ensuite toujours comme gérante pendant quatre ans, à la société de bourse Ferri & Ferri Germe.
Elle est devenue gestionnaire de fortune au sein de la Banque palatine, puis en 1997 à la banque privée Rothschild & Cie Gestion. En 2002, elle prend le poste de gérante chargée du développement des grands clients de la banque et de la communication de la gestion privée.
À partir de novembre 2007, elle est embauchée par Patrice de Maistre, gestionnaire de la fortune de Liliane Bettencourt. Elle devient directrice des investissements de Clymène, la holding financière de la milliardaire Liliane Bettencourt. Le 21 juin 2010, à la suite des scandales de l'affaire Woerth-Bettencourt, son mari Éric Woerth annonce la prochaine démission de son poste au sein de Clymène.
Florence Woerth est entrée au conseil de surveillance de la maison de luxe Hermès en juin 2010,.

## Autres activités
Florence Woerth est membre de l'Association des gérants de patrimoines privés (AGPP) et de la Société française des analystes financiers.
Elle est administratrice des Amis du musée du Château de Chantilly, administratrice de la Fondation Condé, administratrice de l'Association Jean Bernard (association pour les maladies du sang).
Florence Woerth est également depuis 2008 l'une des fondatrices et présidente de l'Écurie Dam's, une SAS détenue uniquement par des femmes et dont le but est d'acquérir et de faire courir des chevaux pur-sang.